# Kokkamo
Kokkamo är en sjö i Finland. Den ligger i kommunen Kuhmo i landskapet Kajanaland, i den östra delen av landet, 500 km nordost om huvudstaden Helsingfors. Kokkamo ligger 218,5 meter över havet. I omgivningarna runt Kokkamo växer i huvudsak barrskog. Den är 14,7 meter djup. Arean är 1,11 kvadratkilometer och strandlinjen är 10,43 kilometer lång. Sjön  ingår i Uleälvens huvudavrinningsområde. 